# Johnny English
Johnny English è un film del 2003 diretto da Peter Howitt, il primo dell'omonima saga.
Interpretato da Rowan Atkinson con Natalie Imbruglia, Ben Miller e John Malkovich, si tratta di una commedia d'azione che parodia il genere spy story, in particolare il filone dei film di James Bond.

## Trama
(Tagline del film)

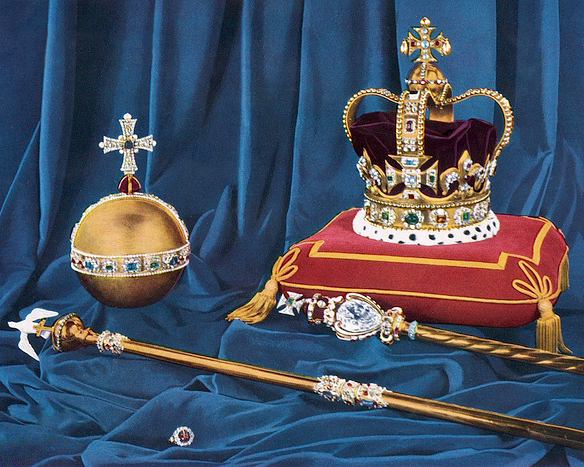
I gioielli della Corona inglese

Johnny English è un agente dei servizi segreti britannici, inetto e pasticcione, e per questo relegato da tempo al lavoro d'ufficio, sebbene continui a sognare di diventare una vera spia sul campo. Tuttavia, dopo che il migliore agente dell'MI7 trova la morte in missione e tutti gli altri colleghi rimangono a loro volta uccisi in un attentato durante il seguente funerale, all'agenzia rimane soltanto l'imbranato English per provare a portare a termine l'operazione lasciata in sospeso.
English è incaricato di contrastare un complotto per rubare i gioielli della Corona, in mostra alla Torre di Londra; qui incontra per la prima volta Lorna Campbell, donna tanto affascinante quanto enigmatica. Frattanto durante un black out la regalia viene trafugata. English e il suo assistente Angus Bough, un giovane collega che spesso si dimostra più sveglio e intelligente del suo superiore, pur facendo affidamento su metodi d'indagine alquanto insoliti scoprono che i gioielli sono stati sottratti da Dieter Klein e Klaus Vendetta, due ladri tedeschi di bassa lega; tuttavia English li collega a Pascal Sauvage, un ricco imprenditore francese con molte zone d'ombra nel suo passato. L'uomo è però molto ben visto dall'establishment d'oltremanica, tant'è che Pegasus, superiore di English, ritiene assurde simili congetture e gli intima di non immischiarsi.
Nonostante ciò, English e Bough decidono di disobbedire ed entrare illegalmente nel quartier generale londinese di Sauvage, alla ricerca di prove che possano confermare i loro sospetti: qui i due scoprono che l'uomo, discendente di Carlo Edoardo Stuart, mira a diventare il nuovo re d'Inghilterra. Arriva anche Lorna, che si rivela essere un agente dell'Interpol, anche lei interessata ai loschi piani dell'imprenditore. Dopo quanto scoperto, English si imbuca in un ricevimento di Sauvage: per questo, viene sospeso dal caso da Pegasus per non avere rispettato i suoi ordini.
Con English a conoscenza delle loro trame, Sauvage accelera i tempi e invia Dieter e Klaus per costringere la regina Elisabetta II ad abdicare, facendo inoltre sì che l'intera linea di successione degli Windsor venga spazzata via: quindi al governo inglese non rimane che offrire la Corona proprio a Sauvage, ultimo erede del casato degli Stuart. Lorna, nel frattempo nominata responsabile del caso da Pegasus, va da Johnny, l'unico che era venuto a capo della faccenda, e lo convince a unire le forze. Approdano nella residenza francese di Sauvage, dove l'uomo ha invitato numerosi criminali di fama internazionale per rivelargli i suoi piani una volta diventato monarca: trasformare l'intera Inghilterra nella prigione più grande del mondo.
Scoperti e fatti prigionieri, English e Lorna vengono salvati da Bough e, una volta tornati in patria, corrono a fermare l'imminente incoronazione di Sauvage. English porta scompiglio nel corso della cerimonia, inizialmente scatenando l'ilarità dei presenti a Westminster; quando però riesce a sottrarre la corona di sant'Edoardo dalle mani dell'arcivescovo di Canterbury, l'unico con la facoltà di nominare un nuovo monarca, emerge la vera natura di Sauvage che tenta di uccidere English e minaccia lo stesso arcivescovo, forzando la cerimonia.
Tuttavia nel momento decisivo, con una mossa disperata English piomba dal soffitto sul trono e viene incoronato al posto di Sauvage, tra lo stupore generale: infatti, secondo le leggi sulla successione, ora è English a essere il legittimo re d'Inghilterra. Grazie a questo potere, fa arrestare Sauvage e restituisce il trono a Elisabetta II, non prima di avere ottenuto un cavalierato come ricompensa. Sauvage viene condannato a morte per alto tradimento, mentre English, finalmente divenuto un vero agente segreto, si concede una vacanza romantica con Lorna, senza tuttavia riuscire a fare a meno della sua cronica sbadataggine.

## Produzione
L'idea del film nasce dal successo di uno spot pubblicitario della Barclaycard per il quale Atkinson aveva originariamente inventato il personaggio di English.
Sebbene Johnny English sia una esplicita parodia dei film di James Bond, ciò nonostante l'opera può contare sulla sceneggiatura di Neal Purvis e Robert Wade, già al lavoro su varie pellicole della serie ufficiale di 007. Per la parte dell'antagonista si è puntato su un attore già affermato quale John Malkovich, mentre per il ruolo della coprotagonista è stata scelta la cantante Natalie Imbruglia, al suo esordio nel cinema dopo sporadiche esperienze passate come attrice televisiva.
La colonna sonora vede la partecipazione di Robbie Williams, interprete di A Man for All Seasons, canzone che accompagna i titoli di testa e di coda, e del gruppo musicale femminile Bond che appare anche in un piccolo cameo nel film, nella sequenza del party di Pascal Sauvage.

## Distribuzione
La pellicola è uscita nelle sale britanniche e in quelle italiane l'11 aprile 2003.

## Accoglienza

### Incassi
A fronte di un budget di produzione di 40 000 000 di dollari, il film ha incassato complessivamente la cifra di 160 466 000 dollari, di cui 28 082 366 negli Stati Uniti d'America e 132 383 634 nel resto del mondo.

## Sequel
Pur con uscite molto dilazionate negli anni, Johnny English ha dato vita a un vero e proprio franchise cinematografico di successo. Nel 2011 è uscito un primo sequel del film, Johnny English - La rinascita, che vede Atkinson affiancato da Rosamund Pike, Daniel Kaluuya, Dominic West e Gillian Anderson. Johnny English colpisce ancora, il terzo capitolo, è uscito nelle sale nel 2018: stavolta al fianco di Atkinson ci sono Olga Kurylenko ed Emma Thompson oltreché il ritorno di Miller.